# El Pedró (Colomers)
El Pedró és una muntanya de 75 metres que es troba al municipi de Colomers, a la comarca catalana del Baix Empordà.